# Motyle dzienne Polski
Motyle dzienne (Rhopalocera) występujące w Polsce – lista 164 gatunków, które występują bądź występowały w niedalekiej przeszłości na terenie Polski.

## Paziowate(Papilionidae)
5 gatunków:
| Nazwa polska              | Nazwa łacińska        | Ochrona w Polsce         | Grafika |
| niepylak apollo           | Parnassius apollo     | pod ścisłą ochroną       |         |
| niepylak mnemozyna        | Parnassius mnemosyne  | pod ścisłą ochroną       |         |
| paź królowej              | Papilio machaon       |                          |         |
| paź żeglarz               | Iphiclides podalirius | objęty ochroną częściową |         |
| zygzakowiec kokornakowiec | Zerynthia polyxena    |                          |         |

## Bielinkowate(Pieridae)
17 gatunków:
| Nazwa polska           | Nazwa łacińska         | Ochrona w Polsce         | Grafika |
| bielinek bryonie       | Pieris bryoniae        |                          |         |
| bielinek bytomkowiec   | Pieris napi            |                          |         |
| bielinek kapustnik     | Pieris brassicae       |                          |         |
| bielinek rukiewnik     | Pontia edusa           |                          |         |
| bielinek rzepnik       | Pieris rapae           |                          |         |
| latolistek cytrynek    | Gonepteryx rhamni      |                          |         |
| niestrzęp głogowiec    | Aporia crataegi        |                          |         |
| szlaczkoń erate        | Colias erate           |                          |         |
| szlaczkoń południowiec | Colias alfacariensis   |                          |         |
| szlaczkoń siarecznik   | Colias hyale           |                          |         |
| szlaczkoń sylwetnik    | Colias croceus         |                          |         |
| szlaczkoń szafraniec   | Colias myrmidone       | pod ścisłą ochroną       |         |
| szlaczkoń torfowiec    | Colias palaeno         | objęty ochroną częściową |         |
| wietek gorczycznik     | Leptidea sinapis       |                          |         |
| wietek morsei          | Leptidea morsei        |                          |         |
| wietek Reala           | Leptidea reali         |                          |         |
| zorzynek rzeżuchowiec  | Anthocharis cardamines |                          |         |

## Rusałkowate(Nymphalidae)
75 gatunków:
| Nazwa polska           | Nazwa łacińska           | Ochrona w Polsce         | Grafika |
| dostojka adype         | Argynnis adippe          |                          |         |
| dostojka aglaja        | Argynnis aglaja          |                          |         |
| dostojka akwilonaris   | Boloria aquilonaris      | objęty ochroną częściową |         |
| dostojka dafne         | Brenthis daphne          |                          |         |
| dostojka dia           | Boloria dia              |                          |         |
| dostojka eufrozyna     | Boloria euphrosyne       |                          |         |
| dostojka eunomia       | Boloria eunomia          | objęty ochroną częściową |         |
| dostojka ino           | Brenthis ino             |                          |         |
| dostojka laodyce       | Argynnis laodice         |                          |         |
| dostojka latonia       | Issoria lathonia         |                          |         |
| dostojka malinowiec    | Argynnis paphia          |                          |         |
| dostojka niobe         | Argynnis niobe           |                          |         |
| dostojka pales         | Boloria pales            |                          |         |
| dostojka pandora       | Argynnis pandora         |                          |         |
| dostojka selene        | Boloria selene           |                          |         |
| dostojka titania       | Boloria titania          |                          |         |
| mieniak strużnik       | Apatura ilia             |                          |         |
| mieniak tęczowiec      | Apatura iris             |                          |         |
| pasyn debrak           | Neptis sappho            |                          |         |
| pasyn lucylla          | Neptis rivularis         | objęty ochroną częściową |         |
| pokłonnik kamilla      | Limenitis camilla        |                          |         |
| pokłonnik osinowiec    | Limenitis populi         |                          |         |
| przeplatka atalia      | Melitaea athalia         |                          |         |
| przeplatka aurelia     | Melitaea aurelia         |                          |         |
| przeplatka aurinia     | Euphydryas aurinia       | pod ścisłą ochroną       |         |
| przeplatka britomartis | Melitaea britomartis     |                          |         |
| przeplatka cinksia     | Melitaea cinxia          |                          |         |
| przeplatka diamina     | Melitaea diamina         |                          |         |
| przeplatka didyma      | Melitaea didyma          |                          |         |
| przeplatka febe        | Melitaea phoebe          |                          |         |
| przeplatka maturna     | Euphydryas maturna       | pod ścisłą ochroną       |         |
| rusałka admirał        | Vanessa atalanta         |                          |         |
| rusałka ceik           | Polygonia c-album        |                          |         |
| rusałka drzewoszek     | Nymphalis xanthomelas    |                          |         |
| rusałka kratkowiec     | Araschnia levana         |                          |         |
| rusałka laik           | Nymphalis vaualbum       |                          |         |
| rusałka osetnik        | Vanessa cardui           |                          |         |
| rusałka pawik          | Inachis io               |                          |         |
| rusałka pokrzywnik     | Aglais urticae           |                          |         |
| rusałka wierzbowiec    | Nymphalis polychloros    |                          |         |
| rusałka żałobnik       | Nymphalis antiopa        |                          |         |
| górówka boruta         | Erebia ligea             |                          |         |
| górówka epifron        | Erebia epiphron          |                          |         |
| górówka euriala        | Erebia euryale           |                          |         |
| górówka farte          | Erebia pharte            |                          |         |
| górówka gorge          | Erebia gorge             |                          |         |
| górówka manto          | Erebia manto             |                          |         |
| górówka medea          | Erebia aethiops          |                          |         |
| górówka meduza         | Erebia medusa            |                          |         |
| górówka pandroza       | Erebia pandrose          |                          |         |
| górówka pronoe         | Erebia pronoe            |                          |         |
| górówka sudecka        | Erebia sudetica          | pod ścisłą ochroną       |         |
| mszarnik jutta         | Oeneis jutta             | objęty ochroną częściową |         |
| osadnik egeria         | Pararge aegeria          |                          |         |
| osadnik kostrzewiec    | Lasiommata maera         |                          |         |
| osadnik megera         | Lasiommata megera        |                          |         |
| osadnik petropolitana  | Lasiommata petropolitana |                          |         |
| osadnik wielkooki      | Lopinga achine           | pod ścisłą ochroną       |         |
| polowiec szachownica   | Melanargia galathea      |                          |         |
| przestrojnik jurtina   | Maniola jurtina          |                          |         |
| przestrojnik likaon    | Hyponephele lycaon       |                          |         |
| przestrojnik titonus   | Pyronia tithonus         | objęty ochroną częściową |         |
| przestrojnik trawnik   | Aphantopus hyperanthus   |                          |         |
| skalnik alcyona        | Hipparchia alcyone       | objęty ochroną częściową |         |
| skalnik bryzeida       | Chazara briseis          | objęty ochroną częściową |         |
| skalnik driada         | Minois dryas             | objęty ochroną częściową |         |
| skalnik prozerpina     | Brintesia circe          |                          |         |
| skalnik semele         | Hipparchia semele        |                          |         |
| skalnik statilinus     | Hipparchia statilinus    |                          |         |
| strzępotek edypus      | Coenonympha oedippus     | pod ścisłą ochroną       |         |
| strzępotek glicerion   | Coenonympha glycerion    |                          |         |
| strzępotek hero        | Coenonympha hero         | pod ścisłą ochroną       |         |
| strzępotek perełkowiec | Coenonympha arcania      |                          |         |
| strzępotek ruczajnik   | Coenonympha pamphilus    |                          |         |
| strzępotek soplaczek   | Coenonympha tullia       | objęty ochroną częściową |         |

## Modraszkowate(Lycaenidae)
49 gatunków:
| Nazwa polska             | Nazwa łacińska         | Ochrona w Polsce         | Grafika |
| czerwończyk dukacik      | Lycaena virgaureae     |                          |         |
| czerwończyk fioletek     | Lycaena helle          | pod ścisłą ochroną       |         |
| czerwończyk nieparek     | Lycaena dispar         | pod ścisłą ochroną       |         |
| czerwończyk płomieniec   | Lycaena hippothoe      |                          |         |
| czerwończyk uroczek      | Lycaena tityrus        |                          |         |
| czerwończyk zamgleniec   | Lycaena alciphron      |                          |         |
| czerwończyk żarek        | Lycaena phlaeas        |                          |         |
| modraszek adonis         | Polyommatus bellargus  | objęty ochroną częściową |         |
| modraszek agestis        | Aricia agestis         |                          |         |
| modraszek alcetas        | Cupido alcates         |                          |         |
| modraszek aleksis        | Glaucopsyche alexis    |                          |         |
| modraszek alkon          | Phengaris alcon        | objęty ochroną częściową |         |
| modraszek amandus        | Polyommatus amandus    |                          |         |
| modraszek argiades       | Cupido argiades        |                          |         |
| modraszek argus          | Plebejus argus         |                          |         |
| modraszek arion          | Phengaris arion        | pod ścisłą ochroną       |         |
| modraszek artakserkses   | Aricia artaxerxes      |                          |         |
| modraszek bagniczek      | Vacciniina optilete    | objęty ochroną częściową |         |
| modraszek baton          | Pseudophilotes baton   |                          |         |
| modraszek blady          | Cupido decolorata      |                          |         |
| modraszek dafnid         | Polyommatus daphnis    |                          |         |
| modraszek damon          | Polyommatus damon      |                          |         |
| modraszek dorylas        | Polyommatus dorylas    |                          |         |
| modraszek eros           | Polyommatus eros       | pod ścisłą ochroną       |         |
| modraszek eumedon        | Aricia eumedon         |                          |         |
| modraszek gniady         | Polyommatus ripartii   | pod ścisłą ochroną       |         |
| modraszek idas           | Plebejus idas          |                          |         |
| modraszek ikar           | Polyommatus icarus     |                          |         |
| modraszek korydon        | Polyommatus coridon    |                          |         |
| modraszek lazurek        | Polyommatus thersites  |                          |         |
| modraszek malczyk        | Cupido minimus         |                          |         |
| modraszek nausitous      | Phengaris nausithous   | pod ścisłą ochroną       |         |
| modraszek orion          | Scolitantides orion    | objęty ochroną częściową |         |
| modraszek Rebela         | Phengaris rebeli       | objęty ochroną częściową |         |
| modraszek semiargus      | Polyommatus semiargus  |                          |         |
| modraszek srebroplamek   | Plebejus argyrognomon  |                          |         |
| modraszek telejus        | Phengaris teleius      | pod ścisłą ochroną       |         |
| modraszek wieszczek      | Celastrina argiolus    |                          |         |
| modraszek wikrama        | Pseudophilotes vicrama |                          |         |
| modrogończyk białopręgi  | Lampides boeticus      |                          |         |
| modrogończyk wędrowiec   | Leptotes pirithous     |                          |         |
| pazik brzozowiec         | Thecla betulae         |                          |         |
| pazik dębowiec           | Neozephyrus quercus    |                          |         |
| ogończyk akacjowiec      | Satyrium acaciae       |                          |         |
| ogończyk ostrokrzewowiec | Satyrium ilicis        |                          |         |
| ogończyk śliwowiec       | Satyrium pruni         |                          |         |
| ogończyk tarninowiec     | Satyrium spini         |                          |         |
| ogończyk wiązowiec       | Satyrium w-album       |                          |         |
| zieleńczyk ostrężyniec   | Callophrys rubi        |                          |         |

## Powszelatkowate(Hesperiidae)
17 gatunków:
| Nazwa polska             | Nazwa łacińska            | Ochrona w Polsce | Grafika |
| karłątek akteon          | Thymelicus acteon         |                  |         |
| karłątek leśny           | Thymelicus sylvestris     |                  |         |
| karłątek klinek          | Hesperia comma            |                  |         |
| karłątek kniejnik        | Ochlodes sylvanus         |                  |         |
| karłątek ryska           | Thymelicus lineola        |                  |         |
| kosternik leśniak        | Carterocephalus silvicola |                  |         |
| kosternik palemon        | Carterocephalus palaemon  |                  |         |
| rojnik morfeusz          | Heteropterus morpheus     |                  |         |
| warcabnik szantawiec     | Carcharodus floccifera    |                  |         |
| warcabnik ślazowiec      | Carcharodus alceae        |                  |         |
| powszelatek brunatek     | Erynnis tages             |                  |         |
| powszelatek alweus       | Pyrgus alveus             |                  |         |
| powszelatek armorykański | Pyrgus armoricanus        |                  |         |
| powszelatek chabrowiec   | Pyrgus carthami           |                  |         |
| powszelatek malwowiec    | Pyrgus malvae             |                  |         |
| powszelatek sertor       | Spialia sertorius         |                  |         |
| powszelatek sierpikowiec | Pyrgus serratulae         |                  |         |

## Wielenowate(Riodinidae)
1 gatunek:
| Nazwa polska       | Nazwa łacińska  | Ochrona w Polsce | Grafika |
| wielena plamowstęg | Hamearis lucina |                  |         |